# Tonga Rugby Union
Die Tonga Rugby Union (TRU) ist der nationale Sportverband für Rugby Union und Siebener-Rugby in Tonga. Der im Jahr 1923 gegründete Verband hat seinen Sitz in Nukuʻalofa. Seit 1987 vertritt er Tonga beim Weltverband World Rugby und seit 2000 beim Kontinentalverband Oceania Rugby.

## Aufgabe

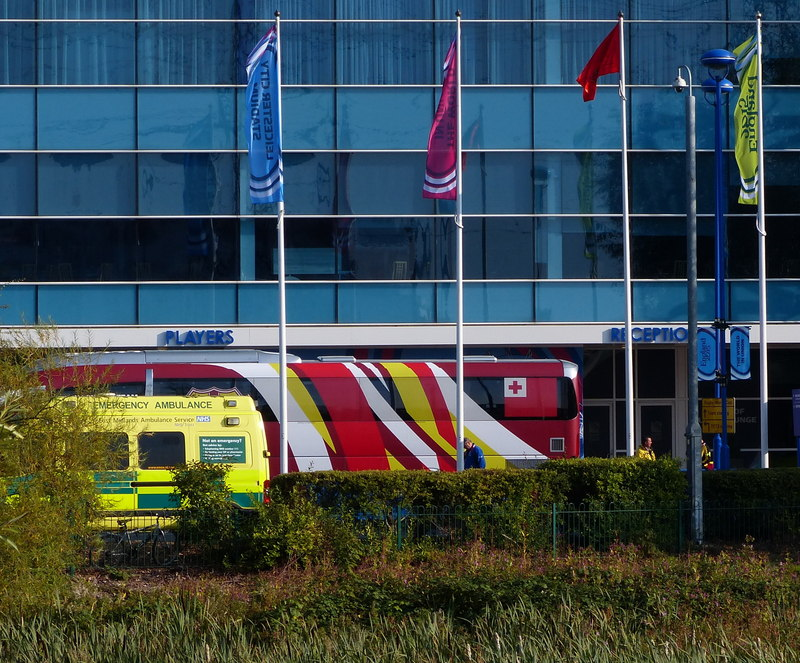
Tourbus der TRU (2015)

Die Tonga Rugby Union stellt die Tonga vertretenden Nationalmannschaften, einschließlich der für die Männer, Frauen und Jugend, zusammen. Tonga A bildet die zweite Mannschaft und nimmt an der World Rugby Pacific Challenge teil. Daneben organisiert der Verband das Kinder- und Jugend-Rugby in Tonga. Kinder und Jugendliche werden bereits in der Schule an den Rugbysport herangeführt und je nach Interesse und Talent beginnt dann die Ausbildung. Wie andere Rugbynationen verfügt Tonga über eine U-20-Nationalmannschaft, die an den entsprechenden Weltmeisterschaften teilnimmt. Ebenso ist die Tonga Rugby Union verantwortlich für die tongaische Siebener-Rugby-Nationalmannschaft und da Siebener-Rugby eine olympische Sportart ist, arbeitet sie hier mit dem Tonga Sports Association and National Olympic Committee zusammen. Rugby Union gilt in Tonga als Nationalsport und der Inselstaat ist eines der wenigen Länder, in denen Rugby Union die beliebteste Sportart ist. Nur in den Cookinseln, Fidschi, Neuseeland, Samoa und Wales ist dieser Sport ähnlich beliebt.
Im Rahmen der Pacific Islands Rugby Alliance organisierte der Verband ab 2004 sporadisch Spiele der Pacific Islanders, einer gemeinsamen Auswahlmannschaft der drei Pazifikstaaten Fidschi, Samoa und Tonga. 2009 kündete der samoanische Verband die Zusammenarbeit auf, da die Pacific Islanders die von den Mitgliedsverbänden erhofften finanziellen Vorteile nicht erbracht habe. Seit 2022 werden die Inseln im Stillen Ozean (faktisch die Cookinseln, Fidschi, Samoa und Tonga) in der internationalen Meisterschaft Super Rugby von der professionellen Mannschaft Moana Pasifika vertreten, die bei dem Turnier auf Mannschaften aus Australien, Neuseeland und einer aus Fidschi trifft.
Der Verband organisiert auch den nationalen Spielbetrieb. Die höchste Rugby-Union-Liga des Landes ist die Datec Cup Provincial Championship.

## Geschichte
Die Tonga Rugby Union wurde 1923 unter dem Namen Tonga Rugby Football Union gegründet und 1987, kurz vor der ersten Weltmeisterschaft, Vollmitglied des International Rugby Football Board (IRFB; heute World Rugby). Die Tonga Rugby Union war außerdem im Jahr 2000 Gründungsmitglied der Federation of Oceania Rugby Unions (FORU; heute Oceania Rugby).

## Logo
Das Logo der Tonga Rugby Union zeigt eine weiße Friedenstaube mit einem Olivenzweig im Schnabel, auf blauen Grund vor einem roten Kreuz auf gelbem Grund. Der Spitzname der Nationalmannschaft lautet ʻIkale Tahi, was in der tongaischen Sprache „Seeadler“ bedeutet.